# كشافة الصين

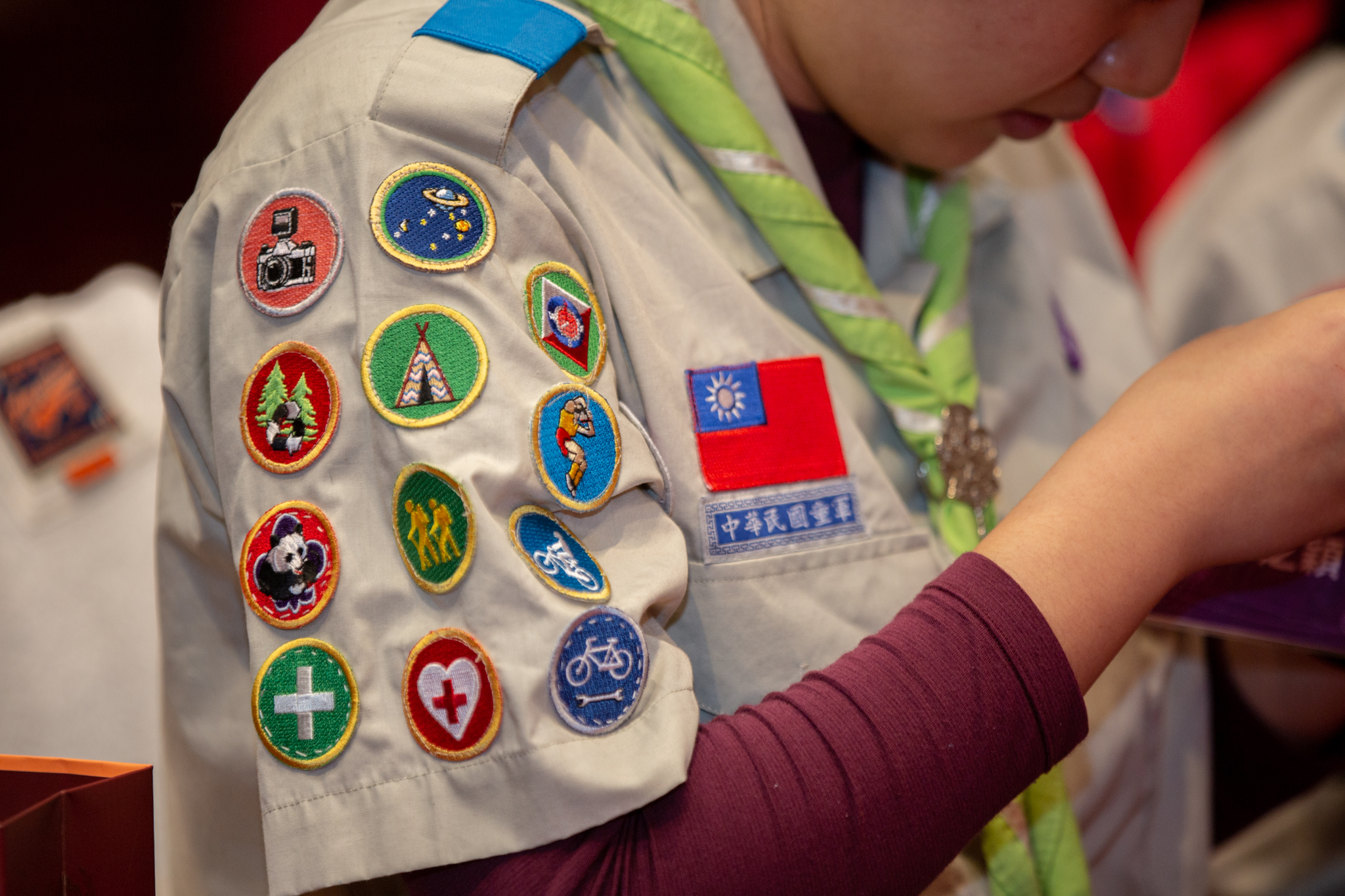
صورة من الجمعيات الدولية في الصين

كشافة الصين ورسميا الاتحاد العام لكشافة الصين هي جمعية الكشافة الوطنية لجمهورية الصين، وتعتبر الجمعية عضو في المنظمة العالمية للحركة الكشفية وفي عام 2011 بلغ عدد أعضاء الجمعية 49457 عضو.